# Batkovci (Sanski Most, BiH)
Batkovci  su naseljeno mjesto u općini Sanski Most, Federacija Bosne i Hercegovine, BiH.

## Povijest
Nakon potpisivanja Daytonskog mirovnog sporazuma izdvojeno je istoimeno naseljeno mjesto koje je pripalo općini Oštra Luka koja je ušla u sastav Republike Srpske.

## Stanovništvo

### 1991.
Nacionalni sastav stanovništva 1991. godine, bio je sljedeći:
ukupno: 213
- Srbi - 103
- Hrvati - 85
- Jugoslaveni - 18
- ostali, nepoznati i neopredijeljeni - 7

### 2013.
Nacionalni sastav stanovništva 2013. godine, bio je sljedeći:
ukupno: 8
- Hrvati - 6
- Srbi - 1
- ostali, nepoznati i neopredijeljeni - 1